# Genesis (Album)
Genesis ist das zwölfte Studioalbum der gleichnamigen britischen Rockband Genesis aus dem Jahr 1983.

## Hintergrund

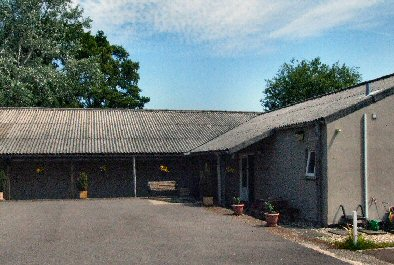
Das Genesis-Tonstudio The Farm

Der Albumtitel Genesis wird darauf zurückgeführt, dass alle Stücke von den drei Bandmitgliedern gemeinsam erarbeitet wurden, im Gegensatz zu den vorherigen Alben. Es ist ihr erstes Album, das in The Farm, dem Tonstudio der Band in Chiddingfold, geschrieben und aufgenommen wurde.
Neben erfolgreichen Hits enthielt das Album mit der Suite Home by the Sea/Second Home by the Sea auch einen überlangen Titel, der einige progressive Elemente und einen langen Instrumentalteil aufweist. Diese Suite ist vor allem bei den Anhängern der Progressive-Rock-Phase der Band in den 1970er-Jahren beliebt und ist ein fester Bestandteil bei Konzerten. Das erste Mal seit der Veröffentlichung von The Lamb Lies Down on Broadway (1974) brachte die Genesis-Session keine „überzähligen“ Titel hervor, die etwa als Single-B-Seiten hätten veröffentlicht werden können, sondern nur die neun auf dem Album enthaltenen Lieder. Aus einem kurzen Musikfragment (einem sogenannten „Bit“), das zu dieser Zeit entstand und von der Band nicht weiterentwickelt wurde, entwickelte Mike Rutherford zwei Jahre später aber den Song A Call to Arms seiner Band Mike & the Mechanics.

## Artwork
Das Schallplattencover wurde von dem britischen Designer und Fotografen Bill Smith entworfen. Die gelben Formen stammen von dem Tupperware-Produkt „Shape O Toy Ball“. Dieses Spielzeug besteht aus einer zweiteiligen hohlen Kugel, in deren entsprechend geformte Öffnungen die Formen eingeworfen werden können.

## Titelliste
1. Mama (Tony Banks, Phil Collins, Mike Rutherford) – 6:47
2. That’s All (Tony Banks, Phil Collins, Mike Rutherford) – 4:24
3. Home by the Sea (Tony Banks, Phil Collins, Mike Rutherford) – 5:07
4. Second Home by the Sea (Tony Banks, Phil Collins, Mike Rutherford) – 6:08
5. Illegal Alien (Tony Banks, Phil Collins, Mike Rutherford) – 5:13
6. Taking It All Too Hard (Tony Banks, Phil Collins, Mike Rutherford) – 3:56
7. Just a Job to Do (Tony Banks, Phil Collins, Mike Rutherford) – 4:46
8. Silver Rainbow (Tony Banks, Phil Collins, Mike Rutherford) – 4:28
9. It’s Gonna Get Better (Tony Banks, Phil Collins, Mike Rutherford) – 5:00

DVD-Extras (2007 Release)
1. Promotional Videos: Mama, That's All, Home by the Sea/Second Home by the Sea, Illegal Alien
2. Band Interview 2007
3. Mama Tour Rehearsal 1983
4. Genesis Tour Programme 1982
5. Mama Tour Programme 1983/4
6. Six of the Best Programme 1982

## Beschreibung einzelner Lieder
- Mama: Das Lied beginnt mit einem von Mike Rutherford programmierten Drumcomputer-Rhythmus mit betontem Off-Beat, gefolgt von Banks’ Keyboardspiel. Das Lied beschreibt eine unheilvolle Beziehung zwischen einem Mann und einer Prostituierten. Collins’ wahnsinniges Lachen in diesem Titel ist durch den Song The Message von Grandmaster Flash & the Furious Five inspiriert worden.
- That’s All: Das auf einem Klavierriff aufgebaute Lied beschreibt eine Liebesbeziehung zwischen einem Mann und einer Frau, die aber aufgrund unüberbrückbarer Unterschiede der Parteien einfach nicht funktionieren kann. Collins’ Gesang in dem Titel reicht hierbei von Ironie über Zynismus bis hin zu einem stark aggressiven Schreien.
- Illegal Alien: Bei diesem Genesis-untypischen Stück handelt es sich um ein ironisches Plädoyer für mexikanische illegale Auswanderer, die in den Vereinigten Staaten von Amerika auf ein besseres Leben hoffen.[2]

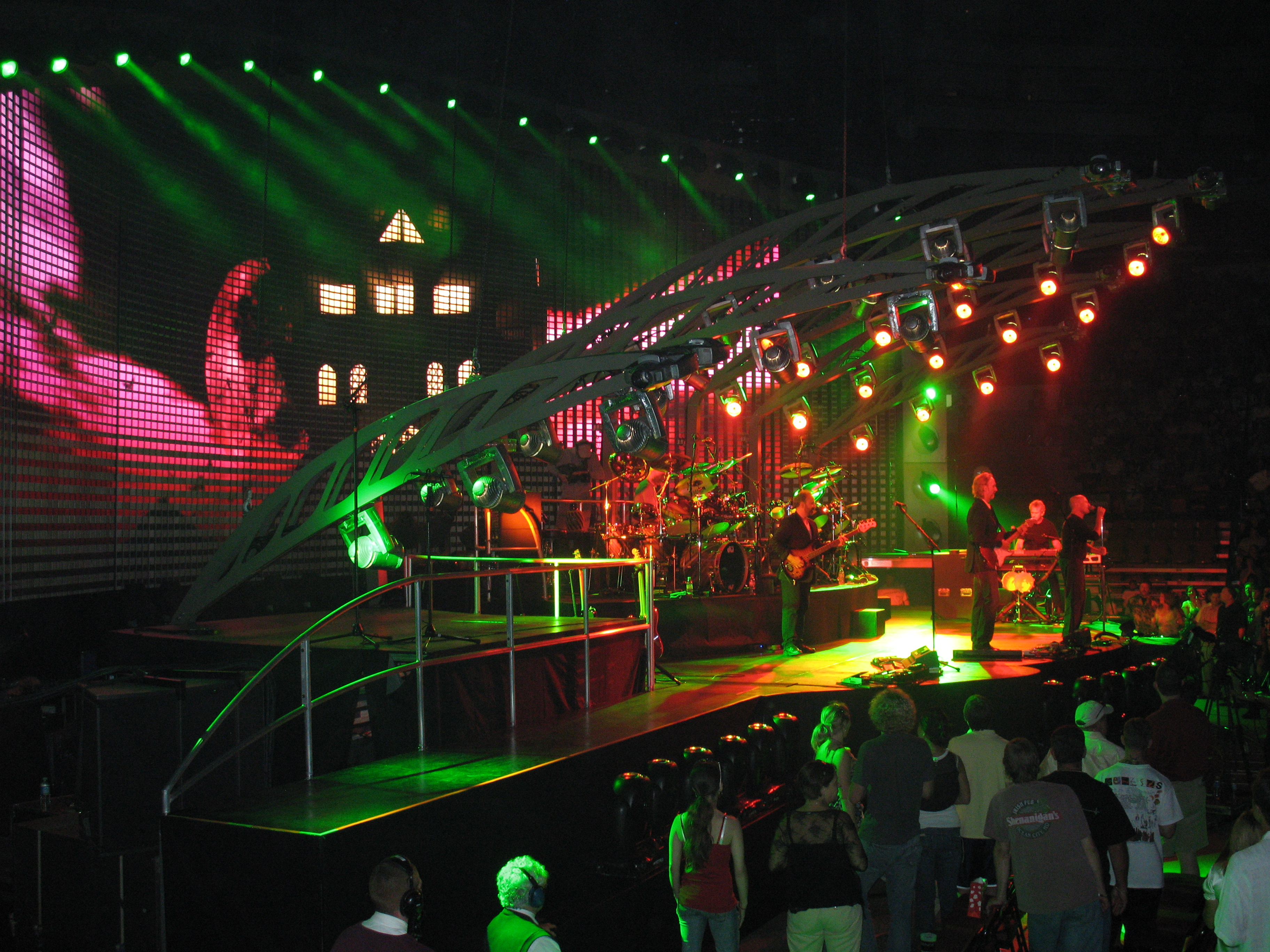
Genesis mit Home by the Sea während der Reunion-Tour in Pittsburgh (2007)

## Produktion
- Produktion: Genesis, Hugh Padgham
- Soundtechnik: Hugh Padgham
- Technische Assistenz: Geoff Callingham
- Artwork: Bill Smith

## Singleauskopplungen
| Jahr | Titel                  | Höchstplatzierung, Gesamtwochen/‑monate, AuszeichnungChartplatzierungen (Jahr, Titel, , Platzierungen, Wochen/Monate, Auszeichnungen, Anmerkungen) | Höchstplatzierung, Gesamtwochen/‑monate, AuszeichnungChartplatzierungen (Jahr, Titel, , Platzierungen, Wochen/Monate, Auszeichnungen, Anmerkungen) | Höchstplatzierung, Gesamtwochen/‑monate, AuszeichnungChartplatzierungen (Jahr, Titel, , Platzierungen, Wochen/Monate, Auszeichnungen, Anmerkungen) | Höchstplatzierung, Gesamtwochen/‑monate, AuszeichnungChartplatzierungen (Jahr, Titel, , Platzierungen, Wochen/Monate, Auszeichnungen, Anmerkungen) | Höchstplatzierung, Gesamtwochen/‑monate, AuszeichnungChartplatzierungen (Jahr, Titel, , Platzierungen, Wochen/Monate, Auszeichnungen, Anmerkungen) | Anmerkungen                                               |
| Jahr | Titel                  | DE | AT | CH | UK | US | Anmerkungen                                               |
| ---- | ---------------------- | --- | --- | --- | --- | --- | --------------------------------------------------------- |
| 1983 | Mama                   | DE4 (32 Wo.)DE | AT10 (2½ Mt.)AT | CH2 (15 Wo.)CH | UK4 Silber · (10 Wo.)UK | US73 (9 Wo.)US | Erstveröffentlichung: 22. August 1983 Verkäufe: + 250.000 |
| 1983 | That’s All             | DE27 (13 Wo.)DE | AT19 (1 Mt.)AT | CH15 (9 Wo.)CH | UK16 (11 Wo.)UK | US6 (20 Wo.)US | Erstveröffentlichung: 31. Oktober 1983                    |
| 1984 | Illegal Alien          | — | — | — | UK46 (5 Wo.)UK | US44 (11 Wo.)US | Erstveröffentlichung: 23. Januar 1984                     |
| 1984 | Taking It All Too Hard | — | — | — | — | US50 (12 Wo.)US | Erstveröffentlichung: 17. Juni 1984                       |

## Preise und Nominierungen
Grammy-Award-Nominierungen 1985:
- Beste Darbietung eines Duos oder einer Gruppe mit Gesang (Genesis)
- Beste Instrumentaldarbietung – Rock („Second Home By The Sea“)

## Kommerzieller Erfolg

### Chartplatzierungen
| ChartsChartplatzierungen       | Höchstplatzierung | Wochen/ Monate |
| ------------------------------ | ----------------- | -------------- |
| Deutschland (GfK)              | 1 (34 Wo.)        | 34 Wo.         |
| Österreich (Ö3)                | 2 (3 Mt.)         | 3 Mt.          |
| Schweiz (IFPI)                 | 2 (31 Wo.)        | 31 Wo.         |
| Vereinigte Staaten (Billboard) | 9 (50 Wo.)        | 50 Wo.         |
| Vereinigtes Königreich (OCC)   | 1 (51 Wo.)        | 51 Wo.         |

| ChartsJahrescharts (1983)    | Platzierung |
| ---------------------------- | ----------- |
| Deutschland (GfK)            | 73          |
| Vereinigtes Königreich (OCC) | 9           |

| ChartsJahrescharts (1984)      | Platzierung |
| ------------------------------ | ----------- |
| Deutschland (GfK)              | 16          |
| Schweiz (IFPI)                 | 15          |
| Vereinigte Staaten (Billboard) | 34          |
| Vereinigtes Königreich (OCC)   | 76          |

### Auszeichnungen für Musikverkäufe
| Land/Region                  | Auszeichnungen für Musikverkäufe (Land/Region, Auszeichnung, Verkäufe) | Verkäufe  |
| ---------------------------- | ---------------------------------------------------------------------- | --------- |
| Deutschland (BVMI)           | Platin                                                                 | 500.000   |
| Frankreich (SNEP)            | Platin                                                                 | 400.000   |
| Neuseeland (RMNZ)            | 7× Platin                                                              | 140.000   |
| Niederlande (NVPI)           | Gold                                                                   | 50.000    |
| Schweiz (IFPI)               | 2× Platin                                                              | 100.000   |
| Vereinigte Staaten (RIAA)    | 4× Platin                                                              | 4.000.000 |
| Vereinigtes Königreich (BPI) | 2× Platin                                                              | 600.000   |
| Insgesamt                    | 1× Gold · 17× Platin ·                                                 | 5.790.000 |

Hauptartikel: Genesis (Band)/Auszeichnungen für Musikverkäufe